# Breviario

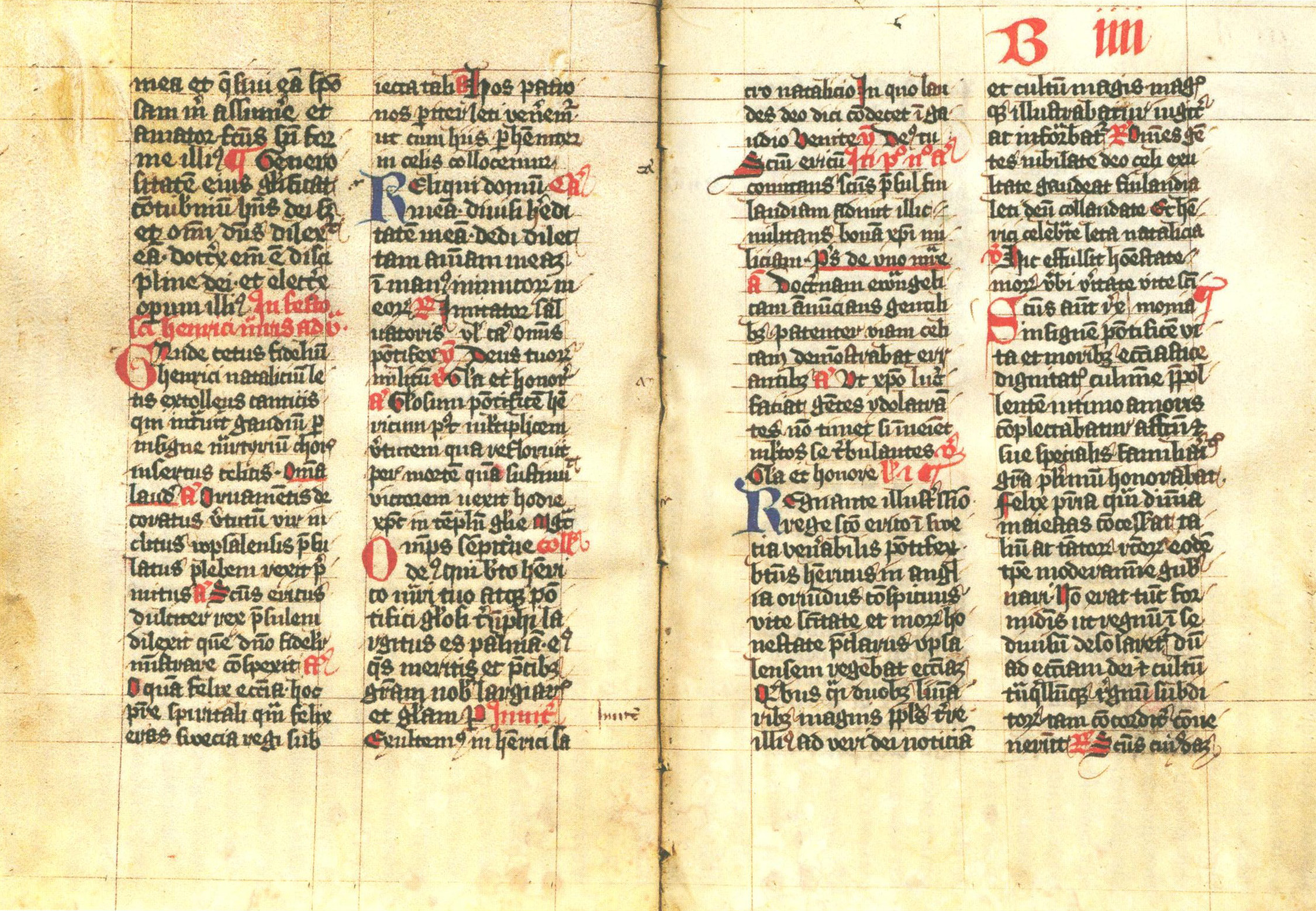
Pagine da un breviario usato nella diocesi di Strängnäs (Svezia) nel XV secolo

Il breviario è un libro liturgico usato in varie confessioni cristiane per pregare nei diversi momenti della giornata secondo la suddivisione delle ore canoniche.
Storicamente sono stati utilizzati diversi breviari nelle varie parti della cristianità, come il Breviario di Aberdeen, il Breviario di Belleville, il Breviario di Stowe e il Breviario di Isabella, sebbene alla fine il Breviario romano sia diventato lo standard all'interno della Chiesa cattolica.

## I vari breviari
Nella Chiesa cattolica, papa Niccolò III approvò un breviario francescano, per l'uso in quell'ordine religioso, e questo fu il primo testo che portava il titolo di breviario. Tuttavia, i "contenuti del breviario, nelle loro parti essenziali, sono derivati dalle prime epoche del cristianesimo", consistenti in salmi, lezioni di Scritture, scritti dei Padri della Chiesa, così come inni e preghiere.
L'antico breviario delle Brigidine era in uso da più di 125 anni prima del Concilio di Trento e quindi era esente dalla Costituzione di papa Pio V che aboliva l'uso dei breviari diversi da quello romano.
Nel 2015, The Syon Breviary delle Brigidine è stato pubblicato per la prima volta in inglese (dal latino): ciò è stato fatto per celebrare il 600º anniversario dell'Abbazia di Syon, fondata nel 1415 dal re Enrico V. A seguito del Movimento di Oxford nella Comunione anglicana, nel 1916, il Breviario anglicano è stato pubblicato dalla Frank Gavin Liturgical Foundation.
Nel luteranesimo, l'istituto religioso Diakonie Neuendettelsau utilizza un breviario unico per l'ordine: For All the Saints: A Prayer Book for and by the Church. Molti altri breviari, come The Daily Office: Matins and Vespers, Based on Traditional Liturgical Patterns, with Scripture Readings, Hymns, Canticles, Litanies, Collects, and the Psalter, Designed for Private Devotion or Group Worship, sono popolari anche nell'uso luterano.
Nel cristianesimo ortodosso orientale, le ore canoniche della Chiesa ortodossa siriaca del Malankara (Chiesa ortodossa indiana) sono contenute all'interno dello Shehimo, chiamato Sh'imo nella Chiesa ortodossa siriaca; la Chiesa copta ortodossa di Alessandria ha l'Agpeya e la Chiesa Apostolica Armena ha gli Sharagnots o Zhamagirk.
Nella Chiesa ortodossa orientale, l'Ufficio divino si trova nell'Horologion.